# رابرت پل
رابرت پل (انگلیسی: Robert Paul; ۲ ژوئن ۱۹۳۷ – ) اسکیت‌باز نمایشی اهل کانادا بود.